# Condado de Martin (Indiana)
El condado de Martin (en inglés: Martin County), fundado en 1820, es uno de 92 condados del estado estadounidense de Indiana. En el año 2000, el condado tenía una población de 10 369 habitantes y una densidad poblacional de 5 personas por km². La sede del condado es Shoals. El condado recibe su nombre en honor a John Martin.

## Geografía
Según la Oficina del Censo, el condado tiene un área total de 1165 km², de la cual 871 km² es tierra y 11 km² (1.29%) es agua.

### Condados adyacentes
- Condado de Greene (norte)
- Condado de Lawrence (este)
- Condado de Orange (sureste)
- Condado de Dubois (sur)
- Condado de Daviess (oeste)

## Demografía
Según la Oficina del Censo en 2007, los ingresos medios por hogar en el condado eran de $36 411 y los ingresos medios por familia eran $43 550. Los hombres tenían unos ingresos medios de $31 200 frente a los $21 732 para las mujeres. La renta per cápita para el condado era de $17 054. Alrededor del 11.20% de la población estaban por debajo del umbral de pobreza.

## Transporte

### Autopistas principales
- Interestatal 69*
- U.S. Route 50
- U.S. Route 150
- U.S. Route 231
- Ruta Estatal de Indiana 450
- Ruta Estatal de Indiana 550

## Municipalidades

### Ciudades y pueblos
- Crane
- Loogootee
- Shoals

### Municipios
El condado de Martin está dividido en 6 municipios:
- Center
- Halbert
- Lost River
- Mitcheltree
- Perry
- Rutherford